# García Ordóñez
García Ordóñez (fallecido el 29 de mayo de 1108 en la batalla de Uclés), llamado también «García de Grañón» y apodado «el Crespo»y «el Boquituerto», fue un noble castellano, conde de Nájera e hijo del conde Ordoño Ordóñez y Enderquina. Su padre fue hijo del infante Ordoño Ramírez el Ciego y de la infanta Cristina Bermúdez, hija del rey Bermudo II de León, por consiguiente, García sería primo segundo del rey Alfonso VI de León.

## Biografía
Aparece por primera vez en la documentación junto a su padre en un diploma fechado el 10 de mayo de 1062 perteneciente al cartulario del Monasterio de San Pedro de Arlanza. Más tarde se encuentra roborando un documento en 1068 en el Monasterio de San Millán de la Cogolla como sennor Garsea Ordoniz y continuó figurando como miembro señalado del séquito de Sancho II de Castilla, pues en 1071 confirmó una donación de este rey. También fue uno de los magnates más destacados de la curia regia del rey Alfonso VI, confirmando el primer diploma del monarca en Castilla el 3 de diciembre de 1072, quien lo nombraría ayo de su único hijo varón Sancho Alfónsez cuando nació, entre 1092 y 1095. En 1074 fue armígero real (armiger regis, cargo que aún no implicaba las funciones que en el siglo XIII tendría el alférez, y equivalía al de un escudero) de Alfonso VI.
Ostentó la dignidad condal desde quizá 1077 —en que se menciona en la documentación del Monasterio de San Juan de Burgos un Garsias comes de Nazara que probablemente sea García Ordóñez— y con absoluta seguridad desde 1081 hasta su muerte. En este periodo solo dos magnates de Castilla eran condes. Tradicionalmente se había pensado que el rey lo designó para ocupar la importante tenencia de Nájera que había quedado vacante a la muerte de Íñigo López, aunque no hay apoyo documental firme que constate que García Ordóñez sucediera inmediatamente al primer señor de Vizcaya, y en 1077 aparece como tenente Martín Sánchez.
Fue tenente de Pancorbo en 1070, de Calahorra en 1085, de Grañón en 1089, y de Madriz (La Rioja) en 1092.

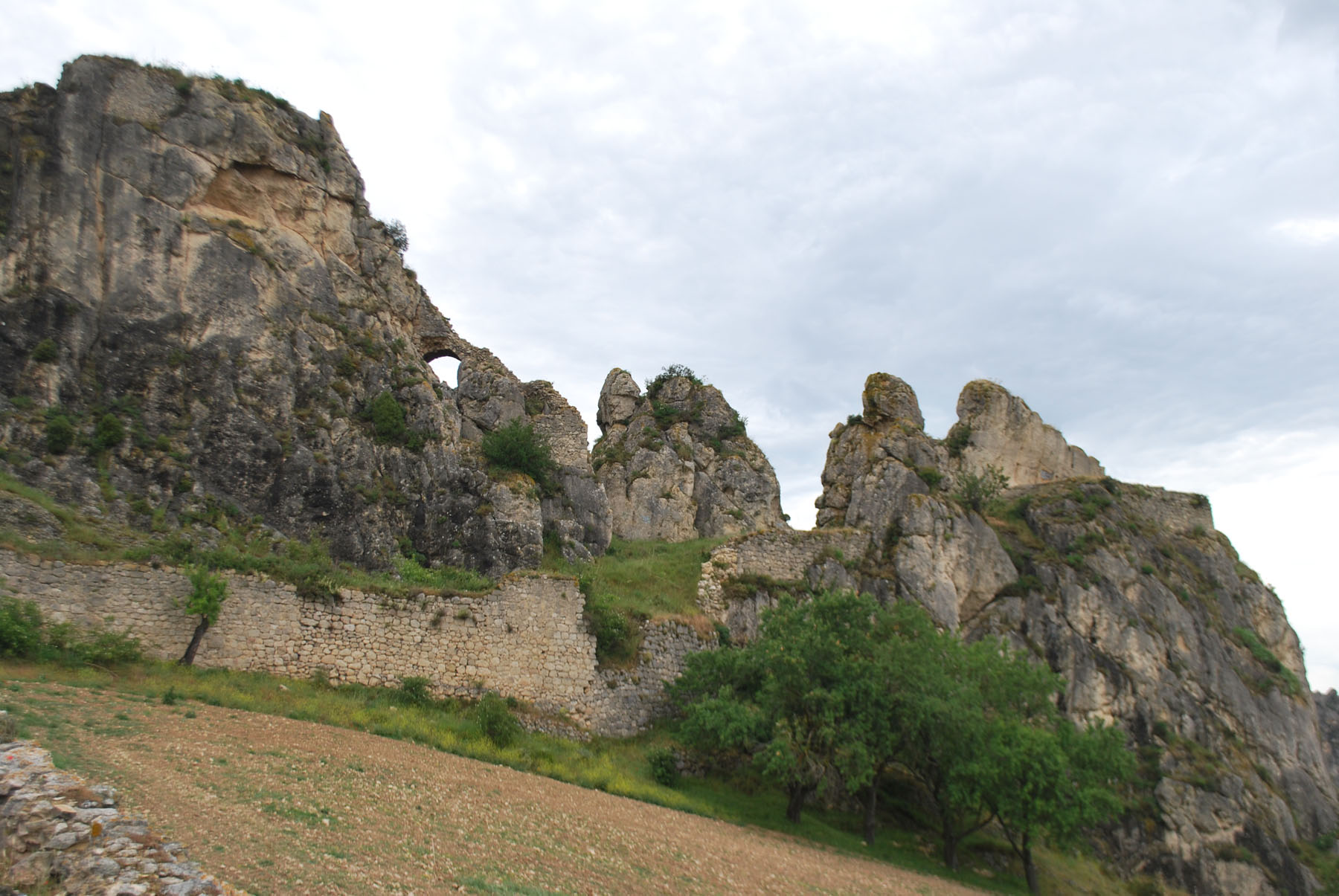
Ruina de un castillo en Pancorbo, una de las tenencias del conde García Ordóñez.

En 1079, enviado por Alfonso VI a recaudar las parias del rey taifa de Granada Abd Allah ibn Buluggin, ayudó a este a combatir contra Al-Mu'tamid de Sevilla, a quien defendía Rodrigo Díaz el Campeador que también había sido enviado por el rey Alfonso VI con objeto de cobrarlas al rey de Sevilla. En esta contienda, en que se enfrentaron las huestes cristianas, venció el Cid, lo que quizá originaría la animadversión de García Ordóñez hacia el Campeador. En todo caso, en 1092 Rodrigo Díaz el Campeador saqueó sus tierras riojanas.
En cuanto a su política en su propio solar, trasladó el peso político y militar de Nájera hacia Logroño, desarrollando en esta localidad la antigua puebla situada junto al puente sobre el Ebro (entrada del Camino de Santiago a tierras riojanas). Después de los estragos causados por las incursiones y saqueos del Cid, el conde García y su esposa repoblaron la ciudad de Logroño. El rey Alfonso otorgó la Carta Puebla o Fuero de Logroño en 1095. El documento comienza así:

Yo, Alfonso, por la gracia de Dios con el consejo de mi esposa Berta, otorgamos esta carta a los pobladores de Logroño, hacemos saber como el muy fiel conde don García y su esposa doña Urraca, que para la gloria de nuestro Reino estuvieron al frente del gobierno de los najerenses y calagurritanos, decidieron con nuestro consejo y consentimiento poblar la villa llamada Logroño, y aconsejaron dar ley y fuero a los que allí quisieran establecerse a fin de que pudiera vivir sin verse sometidos a la grave opresión de la servidumbre...

y termina con la siguiente frase:

Y yo, Alfonso rey, confirmé esta carta cuando fui en persona a socorrer al conde García en Campo Jerumi en Alberite.

También obtuvo de este rey la promulgación del fuero de Miranda de Ebro (1099).
En 1096 acudió, junto a las tropas de Gonzalo Núñez, al socorro de Huesca en la batalla de Alcoraz, que pertenecía al rey de la taifa de Zaragoza Al-Musta'in II y estaba siendo sitiada por Pedro I de Aragón. La ayuda castellana al rey musulmán fue infructuosa, pues Huesca fue conquistada el 15 de noviembre de ese año. Según una noticia no del todo segura, García Ordóñez habría sido capturado por el rey de Aragón en esta lid.
Participó en varias campañas contra los almorávides en 1104 y 1105 y tomó parte en la batalla de Uclés, desastrosa para las armas leonesas, donde fallecieron otros seis condes y muchos caballeros, siendo la muerte más sentida la del joven infante Sancho Alfónsez. En un momento del combate mataron al caballo del infante y, tal como se describe el hecho en las crónicas de la época:

...al arrastrar consigo al hijo del rey, se apeó el conde y parapetó como pudo al niño entre él y su escudo (...) valiente como era, no sólo protegió al niño con el escudo sino que repelió los ataques que llovían de todos los lados, pero al serle cercenado un pie de un tajo, no pudo aguantar más y cayó sobre el niño para morir antes que el niño.

Según las crónicas musulmanas y cristianas, esto ocurrió mientras otros condes y caballeros huían, siendo esta una imagen muy distinta a la que ofrecen las fuentes literarias, que ya desde la biografía latina Historia Roderici (1188-1190) y el himno panegírico del Campeador Carmen Campidoctoris (c. 1190) elaboran una imagen de García Ordóñez caracterizada por su enemistad con el Cid, por su cobardía para enfrentarse al Campeador (fanfarrón pero «temeroso y asustado en demasía» al «tener que vérselas con Rodrigo», «amilanado» y huyendo del Cid lo presenta la Historia Roderici) y por su soberbia («conde soberbio» lo llama el Carmen Campidoctoris, verso 77).
Históricamente, las relaciones entre Rodrigo Díaz y García Ordóñez fueron buenas al menos hasta 1079, pues el conde de Nájera fue uno de los garantes de las arras entregadas por el Campeador a Jimena Díaz. Tras la batalla de Cabra, en la que el Cid derrotó y capturó al conde, las leyendas y el Cantar de mio Cid insisten en señalar la constante animadversión de este hacia el Campeador, pero no hay ningún dato histórico más que ratifique tal enemistad. Cuando en 1092 el Cid asoló La Rioja, es muy probable que la intención fuera hostigar las tierras de Alfonso VI, quien acababa de atacar los dominios del Cid en Tortosa y Valencia, y no hay que olvidar que cuando sufrió el ataque, Rodrigo Díaz se encontraba en Zaragoza, con lo que las tierras del reino de León y Castilla que tenía más cercanas eran precisamente las riojanas. Aunque en leyendas y romances García Ordóñez aparecía vilipendiado, Rodrigo Jiménez de Rada en De rebus Hispaniae elogia al conde de Nájera.
Lo que no puede dudarse es que García Ordóñez fue un eficiente vasallo de Alfonso VI, que repobló con éxito las tierras riojanas y aseguró que fueran incorporadas a Castilla, muriendo dignamente al proteger hasta el último instante al heredero a la corona de León y Castilla, el infante Sancho Alfónsez.

## Matrimonios y descendencia
Casó en primeras nupcias con Urraca Garcés, hija legítima del rey García Sánchez III de Pamplona y de la reina Estefanía. El matrimonio consta en la documentación desde abril de 1081 cuando aparecen juntos Comite Garsia Ordoniz cf. Uxor eius comitissa domna Urraka confirmando una donación de varias villas hecha por el rey García Sánchez III y su mujer la reina Estefanía al monasterio. De este primer matrimonio nacieron: 
- Mayor García, quien contrajo matrimonio con el conde Gómez Peláez.
- Elvira García, casada con Sancho Sánchez, conde en Erro y en Tafalla.[18] Una hija de este matrimonio fue la condesa María Sánchez, esposa del conde Diego López I de Haro, señor de Vizcaya.

Según varios autores, especialmente Jaime de Salazar y Acha, el conde García Ordóñez y la infanta Urraca Garcés, tuvieron otro hijo, Fernando García de Hita, señor de Hita, Uceda, Guadalajara, y Medinaceli y progenitor de la casa de Castro. 
Contrajo segundo matrimonio con la condesa Ava o Eva, quien antiguos autores consideran hija de Pedro Froilaz, conde de Traba, aunque hoy se cree que probablemente fue hija de Aimerico, vizconde de Rochechouart, cuya madre se llamaba Ava, o de Hugo II de Ampurias y Sancha de Urgel. Después de enviudar, Ava contrajo matrimonio con el conde Pedro González de Lara. El conde García y Ava fueron padres de: 
- García García de Aza,[20] alférez real, nacido en 1106 según consta en el cartulario del Monasterio de San Millán de la Cogolla donde se informa que en tal año, el día de San Miguel (29 de septiembre) baptizavit comes Garsia suum filium in Sancti Emiliani ecclesiam, razón por la que el conde donó a dicho monasterio una heredad en acción de gracia. Progenitor de la casa de Aza.

Si la hipótesis de Jaime de Salazar y Acha sobre la filiación de Fernando García de Hita es correcta, el conde García Ordóñez tuvo un hijo ilegítimo, también llamado Fernando García el Menor quien figura en la documentación con el apodo «Pellica» que parece significar «bastardo», derivado de «pellicatus», o sea, adulterio. Según Salazar y Acha, era una típica costumbre de la dinastía pamplonesa el poner a dos hermanos, uno legítimo y otro bastardo, el mismo nombre, lo cual apoya aún más su hipótesis sobre la filiación de Fernando García de Hita.